# Llamada al sistema

La biblioteca de C de GNU provee funcionalidad que aísla a las aplicaciones del núcleo (Linux en esta imagen). Para utilizar funcionalidad específica de Linux se emplea la rutina syscall de la biblioteca de C de GNU. O bien una implementación propia de la llamada a sistema en ensamblador. Si una aplicación utiliza la interfaz de llamadas a sistema de Linux con implementaciones propias en exclusiva, entonces dicha aplicación se considera monolítica.

En informática, llamada al sistema (en inglés system call) es el mecanismo usado por una aplicación para solicitar un servicio al sistema operativo.

## Mecanismo
Las llamadas al sistema comúnmente usan una instrucción especial de la CPU que causa que el procesador transfiera el control a un código privilegiado (generalmente es el núcleo), previamente especificado. Esto permite al código privilegiado especificar donde va a ser conectado así como el estado del procesador.
Cuando una llamada al sistema es invocada, la ejecución del programa que invoca es interrumpida y sus datos son guardados, normalmente en su PCB (Bloque de Control de Proceso del inglés Process Control Block), para poder continuar ejecutándose luego. El procesador entonces comienza a ejecutar las instrucciones de código de bajo nivel de privilegio, para realizar la tarea requerida. Cuando esta finaliza, se retorna al proceso original, y continúa su ejecución.
El retorno al proceso demandante no obligatoriamente es inmediato, depende del tiempo de ejecución de la llamada al sistema y del algoritmo de planificación de CPU.

## Las bibliotecas como intermediarias
Generalmente, los sistemas operativos proveen bibliotecas que relacionan los programas de usuario y el resto del sistema operativo, usualmente una biblioteca de tiempo de ejecución (runtime) de C como la glibc de GNU o la biblioteca de C de Microsoft. Esta biblioteca maneja, entre otras cosas, los detalles de bajo nivel para transferir información al kernel y conmutar a modo supervisor, así como cualquier procesamiento de datos o tareas que deba ser realizada en modo supervisor. Idealmente, esto reduce la dependencia entre el sistema operativo y la aplicación y el software, e incrementa su portabilidad.

## Ejemplos y herramientas
En los sistemas operativos bajo norma POSIX o similares, algunas llamadas al sistema muy usadas son open, Read (system call), write, close, wait, exec,  fork, exit y kill. Los sistemas operativos actuales tienen cientos de llamadas, por ejemplo Linux 2.x y FreeBSD tienen más de 300.

## Implementaciones típicas
La implementación de las llamadas al sistema requiere un control de transferencia que involucra características específicas de la arquitectura del procesador. Una forma típica de implementar es usar una interrupción por software. Linux usa esta implementación en la arquitectura x86.
Para los procesadores con arquitectura RISC, esta es la única forma, pero arquitecturas CISC como x86 soportan otras técnicas adicionales. Un ejemplo es SYSCALL/SYSENTER.